# Mi de Capricorn
Mi de Capricorn (μ Capricorni) és un estel de magnitud aparent +5,08. Està situada a la constel·lació de Capricorn a 35 minuts d'arc al sud de l'eclíptica. Sense nom propi habitual, de vegades se la coneix com Kuh, «la que plora». S'hi troba a 90 anys llum de distància del sistema solar.
Mi de Capricorn és un estel de tipus espectral F2V la temperatura efectiva de la qual és d'aproximadament 6.776 K. Brilla amb una lluminositat 5,2 vegades major que la del Sol i, amb una edat de 1.600 milions d'anys, hom pensa que està abandonant la seqüència principal, havent estat també catalogada com a gegant de tipus F1III. Gira sobre si mateixa amb una velocitat de rotació igual o superior a 69,3 km/s i la seva massa estimada és un 46% major que la massa solar.
Mi de Capricorn mostra un contingut metàl·lic que, en línies generals, és semblant al del Sol ([Fe/H] = -0,08). No obstant això, existeix empobriment de certs elements com zirconi, zinc i estronci —el contingut d'aquest últim és la meitat que en el Sol— i, en l'altre extrem, enriquiment d'elements com a bari, vanadi i neodimi; aquest últim element del grup de les terres rares és 2,6 vegades més abundant que en el nostre Sol. Així mateix, evidència una abundància relativa de liti (A(Li) = 3,2) clarament superior a la solar, però que està en la mitjana de l'abundància còsmica d'aquest metall.